# Franz Ritter Höfer von Feldsturm
Franz Ritter Höfer von Feldsturm (Komotau, 9 luglio 1861 – Vienna, 22 gennaio 1918) è stato un generale austro-ungarico e autore dei bollettini di guerra dell'esercito austro-ungarico.

## Biografia
Höfer von Feldsturm era figlio di Franz Höfer e di Augustine Vizentia Matschego da Türnitz (Trnice) nell'Aussig an der Elbe (regione di Ústí nad Labem) in Boemia. Franz Höfer era un capitano dell'Ordine della Corona Ferrea dell'esercito austro-ungarico ed era entrato nella nobiltà ereditaria austriaca, con diploma del 2 giugno 1869, con il titolo di von Feldsturm.
Dopo aver frequentato la scuola militare di Sankt Pölten, il liceo militare di Mährisch-Weißkirchen, l'Accademia Militare tecnica in Vienna, il corso superiore di artiglieria e la Scuola Imperiale di tiro di artiglieria, Franz Ritter Höfer von Feldsturm è stato in carriera come ufficiale nel 1912 e 1913 nello staff del vice capo di Stato Maggiore dell'esercito austro-ungarico Franz Conrad von Hötzendorf e raggiunse il grado di Tenente (Feldmarschalleutnant). Negli anni dal 1914 al 1918, operò come capo sezione del Ministero della Guerra di Vienna, autore dei bollettini di guerra dell'esercito durante la prima guerra mondiale.
Franz Ritter Höfer von Feldsturn è stato il marito della scrittrice Irmgard Höfer von Feldsturm, nata Sölch.